# Barbarossastraße 18 (Mönchengladbach)

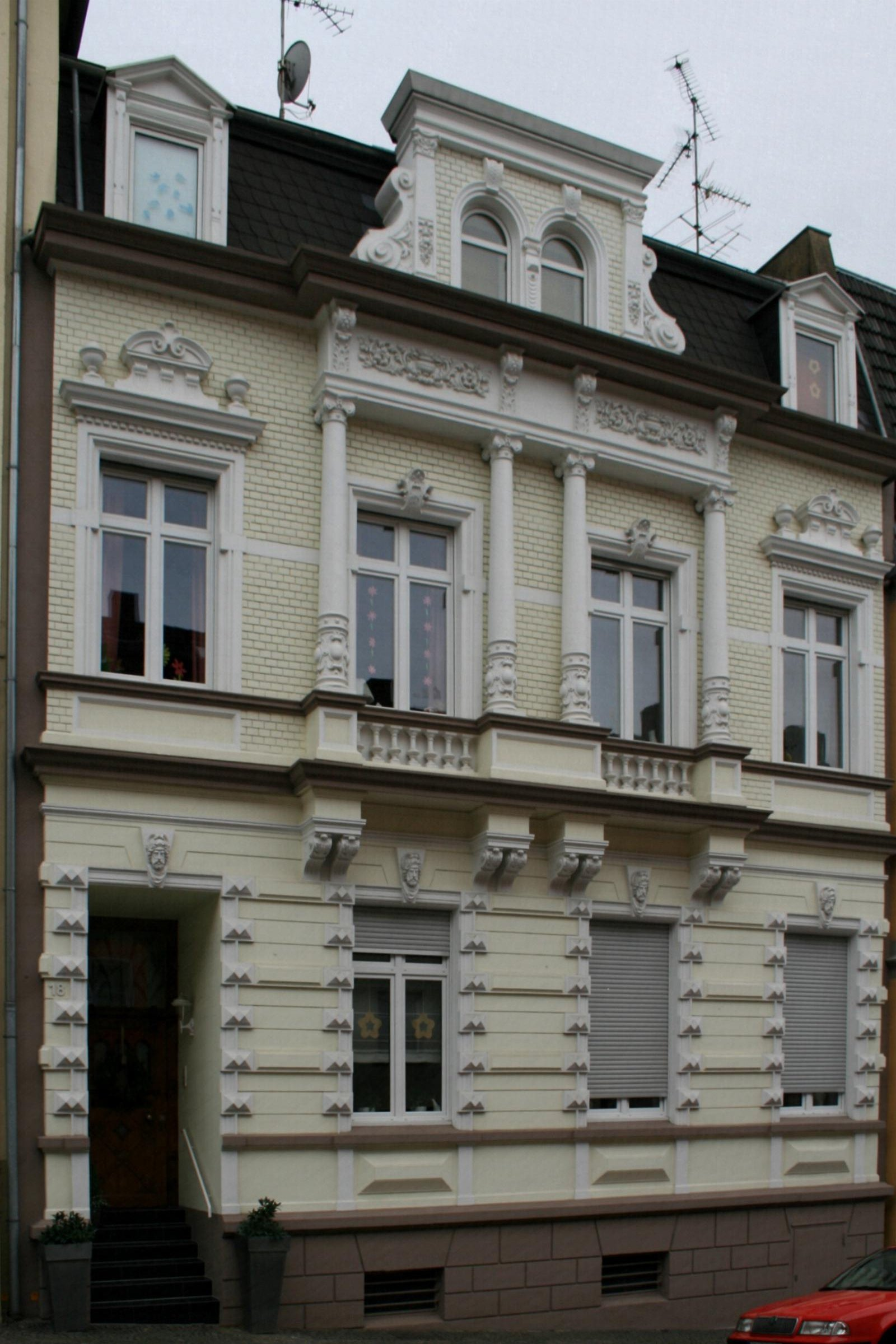
Wohnhaus (2010)

Das Wohnhaus Barbarossastraße 18 steht in Mönchengladbach (Nordrhein-Westfalen) im Stadtteil Gladbach.
Das Haus wurde um 1900 erbaut. Es ist unter Nr. B 033 am 24. September 1984 in die Denkmalliste der Stadt Mönchengladbach eingetragen worden.

## Architektur
Bei dem Objekt handelt es sich um ein zweigeschossiges Wohnhaus mit vier Fensterachsen und einem hohen, dem Geländeanstieg ausgleichenden Kellersockel und ausgebauten Mansarddach. Seitlich zwei Dachgauben mit originaler hölzerner Rahmung. Die Haustüre stammt noch aus der Erbauungszeit.